# Varnhorn/Siedenbögen

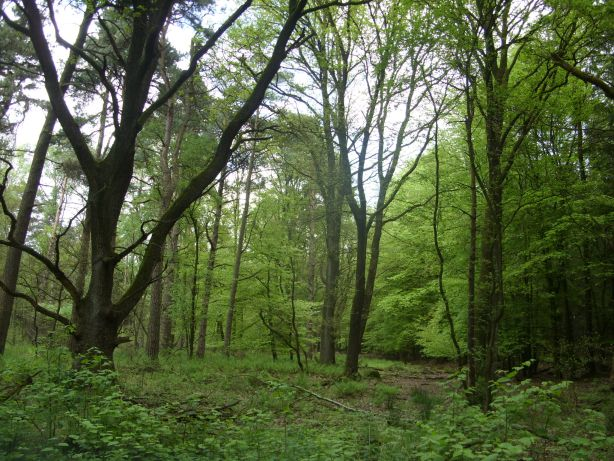
Auenlandschaft im Naturschutzgebiet

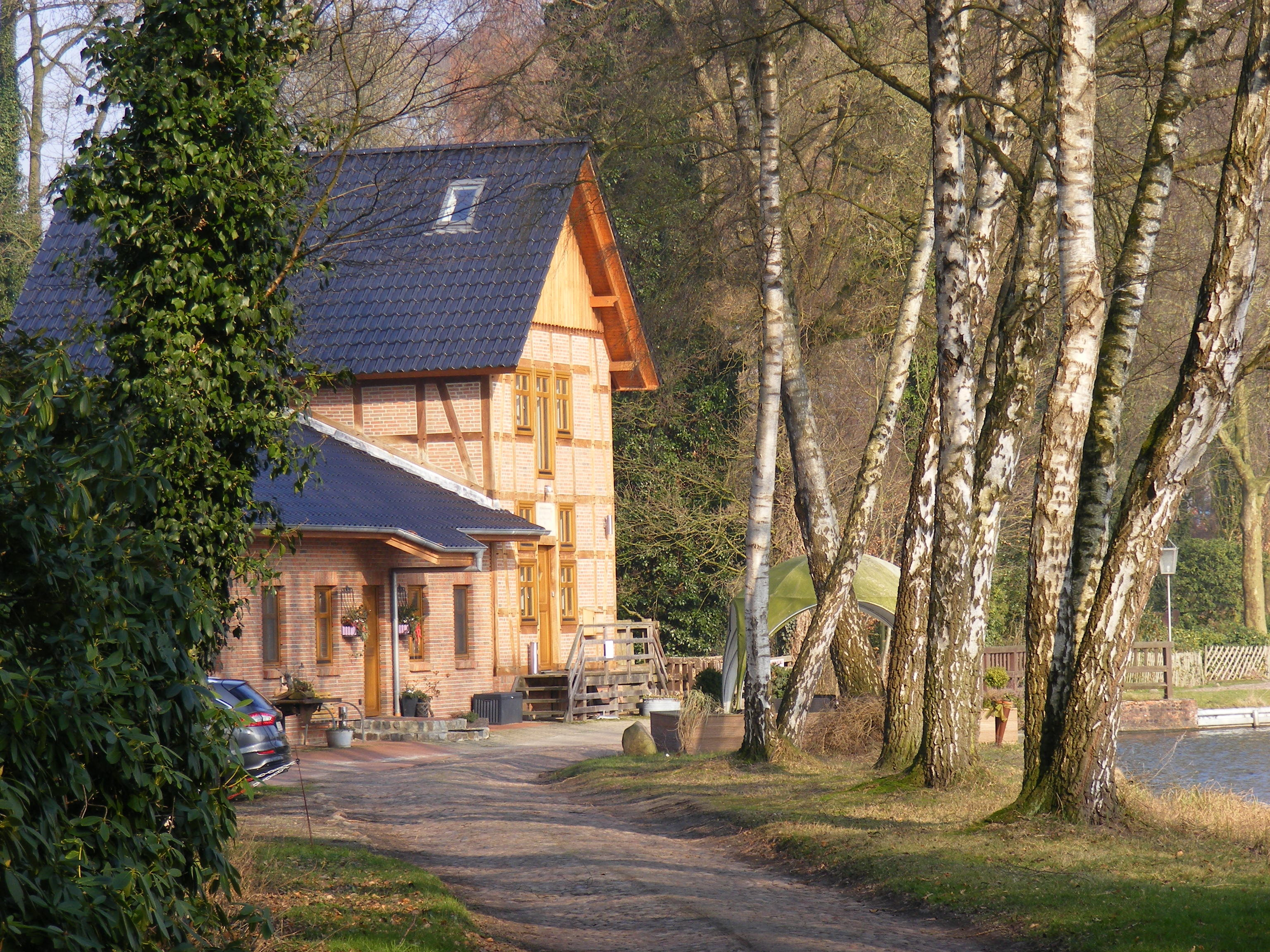
Die Hubertusmühle in Siedenbögen

Die knapp 350 Einwohner zählende Bauerschaft Varnhorn/Siedenbögen ist der nördlichste Ortsteil der Gemeinde Visbek und liegt im südoldenburgischen Landkreis Vechta in Niedersachsen. Die Bauerschaft besteht aus dem drei Kilometer nordnordöstlich des Visbeker Ortskerns liegenden Dorf Varnhorn nebst dem sich etwa einen Kilometer südwestlich rechts der Twillbäke zwischen dem Einzelgehöft Hubertusmühle und dem (ehemals adeligen) Gut Bullmühle erstreckenden Weiler Siedenbögen. Das Bild der Bauerschaft wird von in Fachwerk errichteten Bauernhöfen mit altem Eichenbestand entlang der hufeisenförmigen Dorfstraße bestimmt. Neben der vorherrschenden Land- und – auch intensiv betriebenen – Viehwirtschaft finden sich als Wirtschaftsbetriebe in Varnhorn die alteingesessene Dorfschänke mit Saalbetrieb und in Siedenbögen ein Reit- und Ponyhof, eine Wassermühle mit Ferienwohnungen, ein Fischzuchtbetrieb mit Räucherei und Restaurant, eine Spedition und eine Waldgaststätte mit Mühlenteich. Darüber hinaus wird in Varnhorn/Siedenbögen Erdgas in bundesweit gesehen erheblichem Umfang gefördert.

## Geografie, Topografie, Geschichte
Die Ortschaft Varnhorn liegt auf etwa 48 m, der Weiler Siedenbögen auf etwa 38 m über NHN. Der niedrigste Punkt Varnhorns (25 m ü. NHN) ist zugleich der nördlichste Punkt des Visbeker Gemeindegebietes und liegt am sandgeprägten Tieflandbach Aue, nördlich der Flur Mühlenhöhe.
Die Autobahn A1 verläuft in etwa drei Kilometern nordnordwestlicher Entfernung, die Landesstraße L873 einen Kilometer südlich Varnhorns und verbindet die Bauerschaft mit Visbek und Wildeshausen. Die westliche Ortsgrenze der Bauerschaft verläuft hauptsächlich entlang des löss-lehmgeprägten Tieflandbachs Twillbäke, einem Nebenfluss der Aue, während die Aue selber die nördliche Ortsgrenze darstellt. Nach Osten hin grenzt Varnhorn an die Wildeshauser Bauerschaft Thölstedt, und nach Süden an die Visbeker Bauerschaft Hogenbögen. Dort wird die Grenze durch den der Twillbäke zufließenden Wasserlauf Langenesch (Lienebäke) gebildet, der südlich der und parallel zur Landesstraße L873 in etwa einem dreiviertel Kilometer Entfernung verläuft.
Die von der Twillbäke, der Aue und dem Varnhorner Wasserzug durchflossenen naturnahen feuchten Niederungen liegen im Naturschutzgebiet Bäken der Endeler und Holzhauser Heide.
Zu den Namen der Bauerschaft ist anzumerken, dass Varnhorn dem in der Wildeshauser Stiftungsurkunde von 872 genannten Farnthorpe entsprechen mag; während Siedenbögen um das Jahr 1000 als Nordbaginny erwähnt wurde, später bis zur Zeit des Dreißigjährigen Krieges Middelbögen und zuletzt Siedenbögen genannt wurde, wegen der niedrigen Lage im Verhältnis zu dem höher gelegenen Hogenbögen.
Seit Frühjahr 2014 stand Varnhorn/Siedenbögen durch Planung und Bau eines Industriegebietes in den Fluren Stöckernfeld und Kleine Vieland und dem seitdem anhaltenden, letztendlich jedoch erfolglosen Protest und Widerstand der Anwohner dagegen im regionalen öffentlichen Interesse. Die Erschließung des nunmehr Siedenbögener Esch genannten Gewerbegebietes erfolgte ab Herbst 2020, erste Grundstücke wurden im Februar 2022 verkauft.

## Verwaltung
Bezirksvorsteher der Bauerschaft ist Georg Hermes jr. (Stand Januar 2023) 

## Öffentlicher Personennahverkehr
Im Rahmen der Verkehrsgemeinschaft Landkreis Vechta ist Varnhorn/Siedenbögen durch die Buslinien von Moobilplus Landkreis Vechta (moobil+) in den ÖPNV des Oldenburger Münsterlandes eingebunden.

## Sehenswürdigkeiten
Im Wald nördlich Varnhorns Richtung Aue befinden sich zwei neolithische Grabanlagen, das Großsteingrab Schmeersteine und das Großsteingrab Mühlensteine. Beide stammen aus der jungsteinzeitlichen Trichterbecherkultur (3500–2800 v. Chr.).
Nahe der Grabanlage Schmeersteine befindet sich eine Gedenkstätte für sechs Schuljungen aus Varnhorn, die an dieser Stelle am 12. Mai 1945 durch eine bei Räumarbeiten nach zurückgelassener Munition gefundene Panzerfaust tödlich verunglückten.
Eine Randnotiz der Geschichte ist die Übernachtung Kaiser Napoleons I. in einem im Jahre 1811 erbauten Schafstall in Varnhorn. Der Kaiser soll auf einem seiner Feldzüge in der sogenannten Franzosenzeit (1811–1813) – während welcher Visbek dem französischen Hanseatischen Département de l’Ems-Supérieur (Departement der Oberen Ems) zugehörte – wegen eines Radschadens an seiner Kalesche dort genächtigt haben. Auf diese Episode bezieht sich auch das Varnhorner Ortswappen, das einen Schafstall abbildet. Ob dem tatsächlich so war, ist jedoch nicht verbürgt.

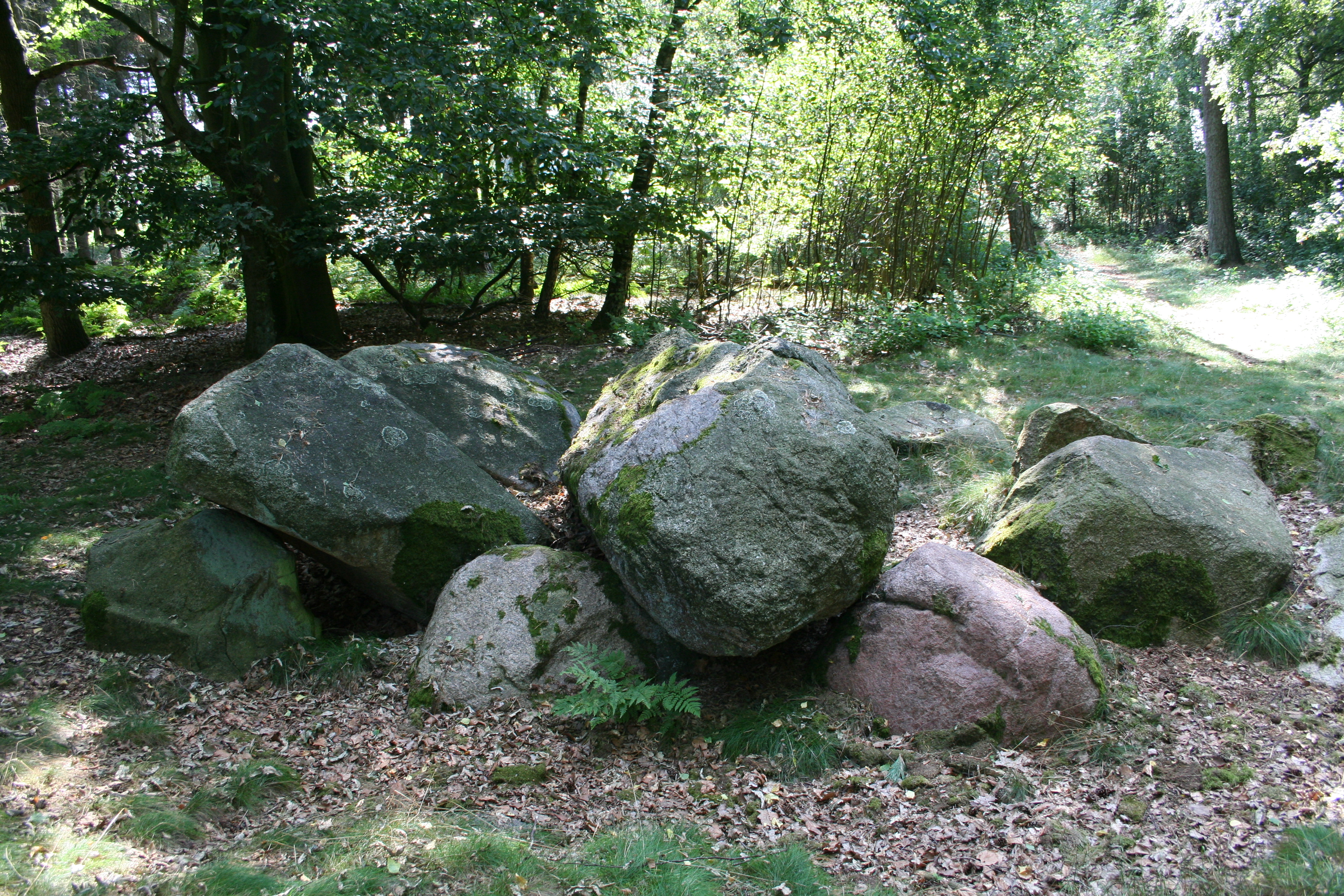
Großsteingrab „Schmeersteine“ in Varnhorn
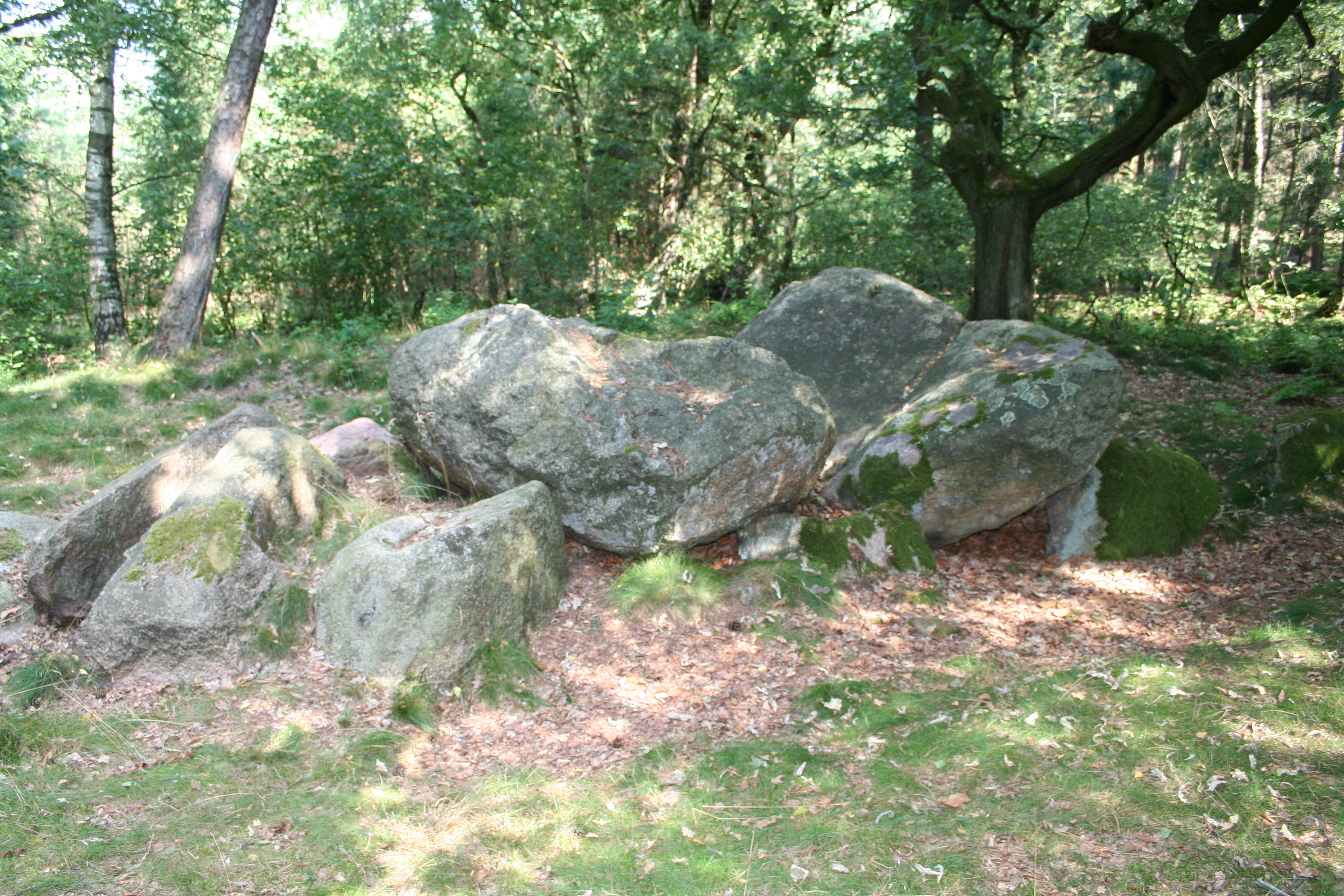
Großsteingrab „Schmeersteine“ in Varnhorn
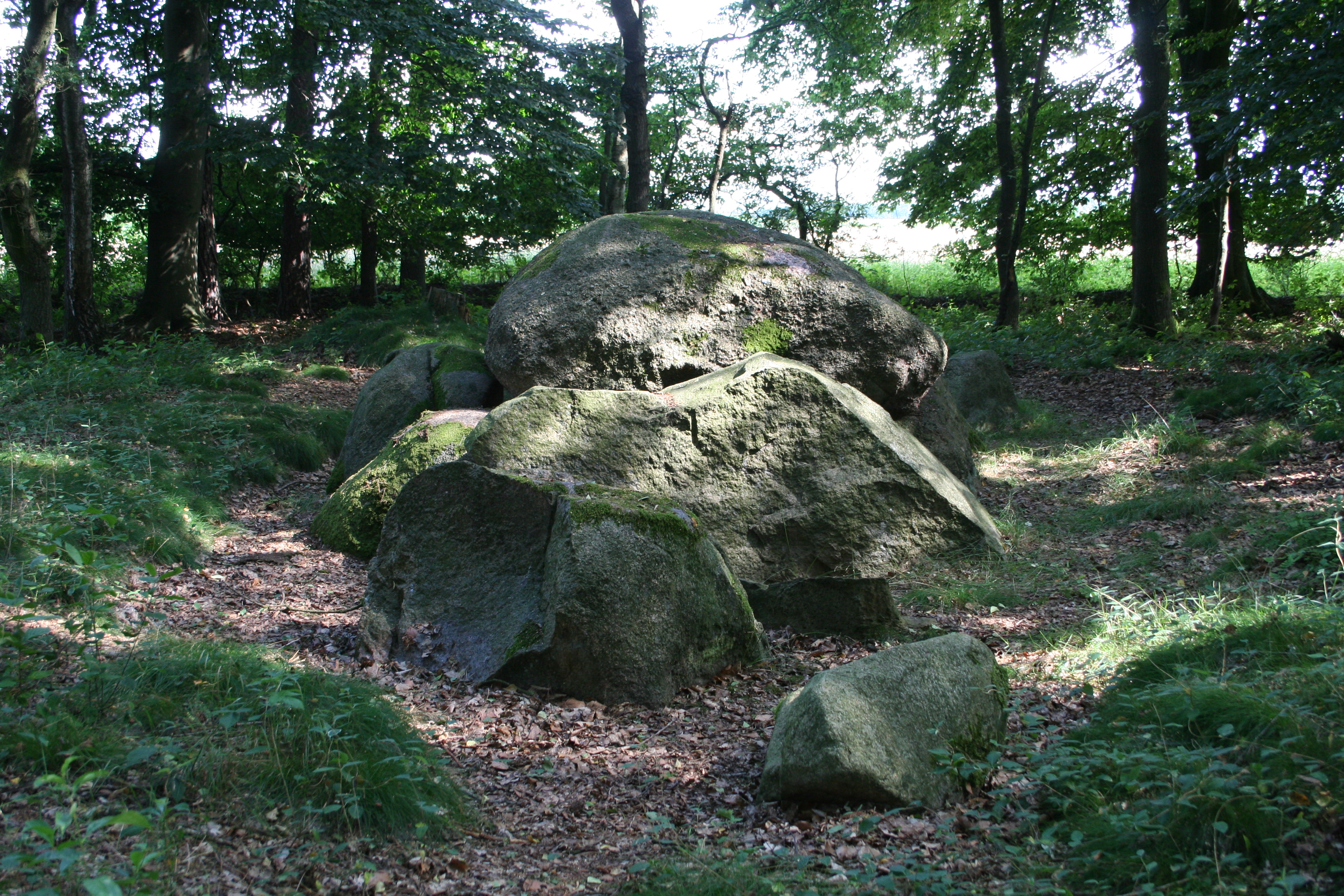
Großsteingrab „Mühlensteine“ in Varnhorn
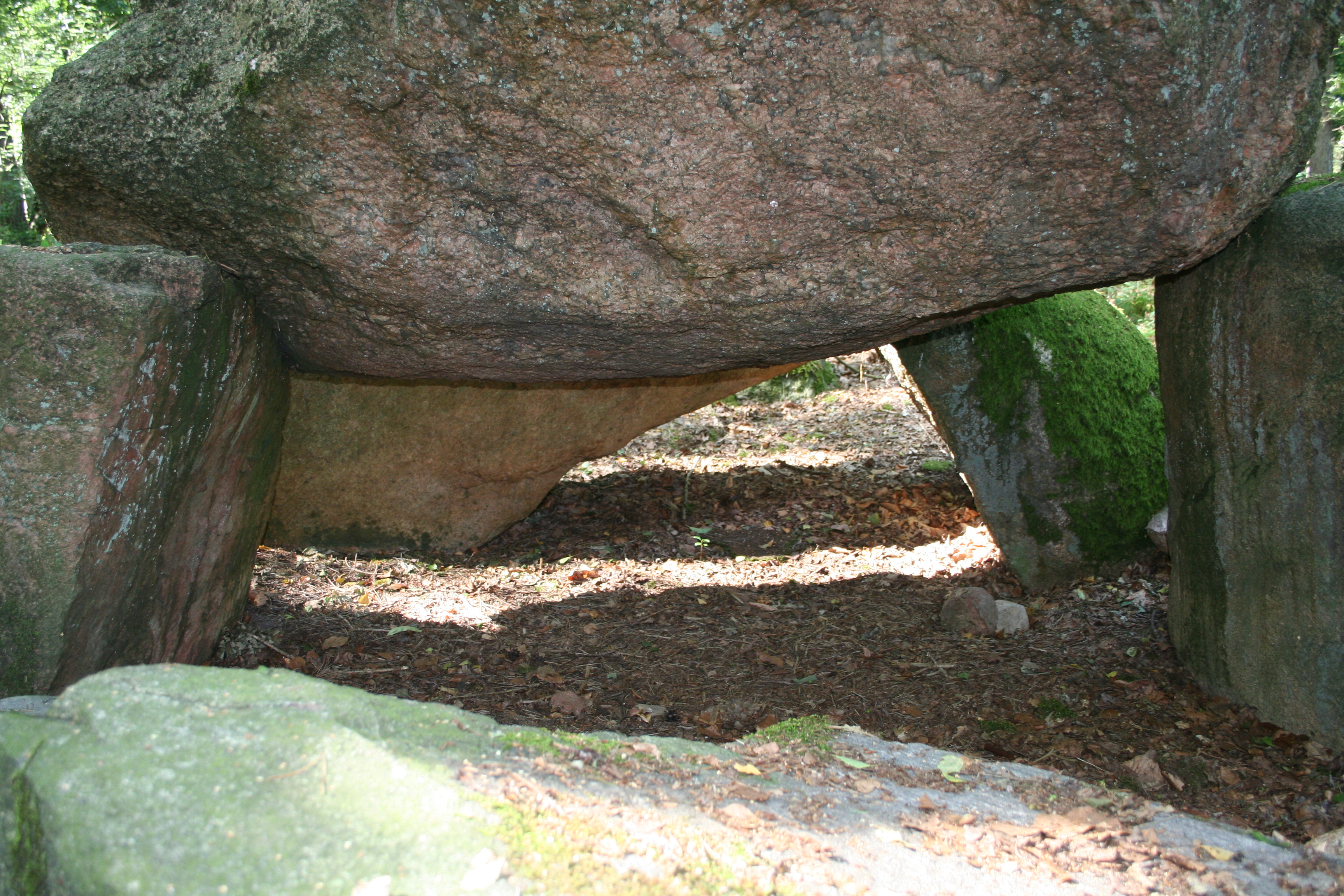
Großsteingrab „Mühlensteine“ in Varnhorn
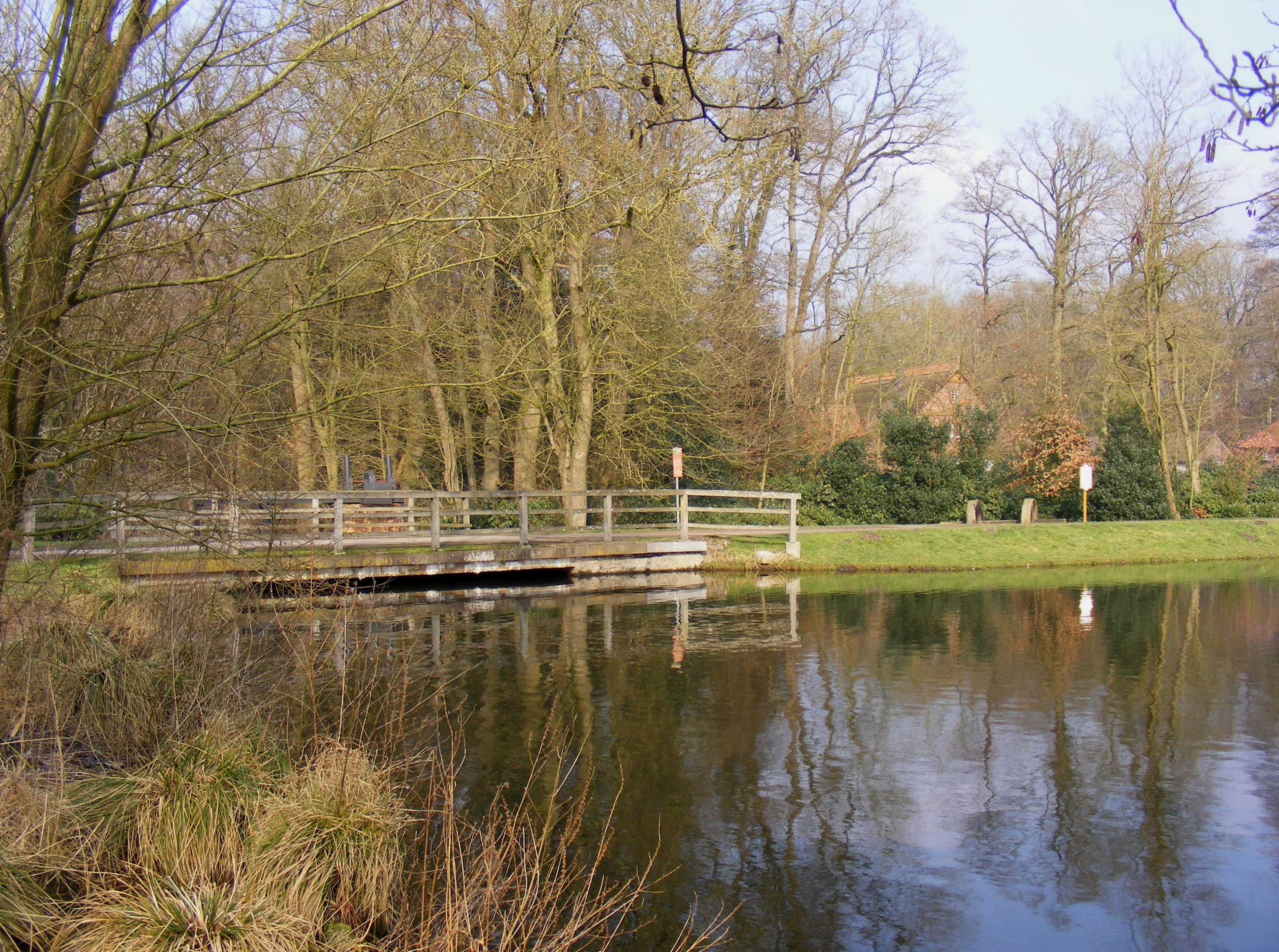
Stauwehr bei der Bullmühle in Siedenbögen
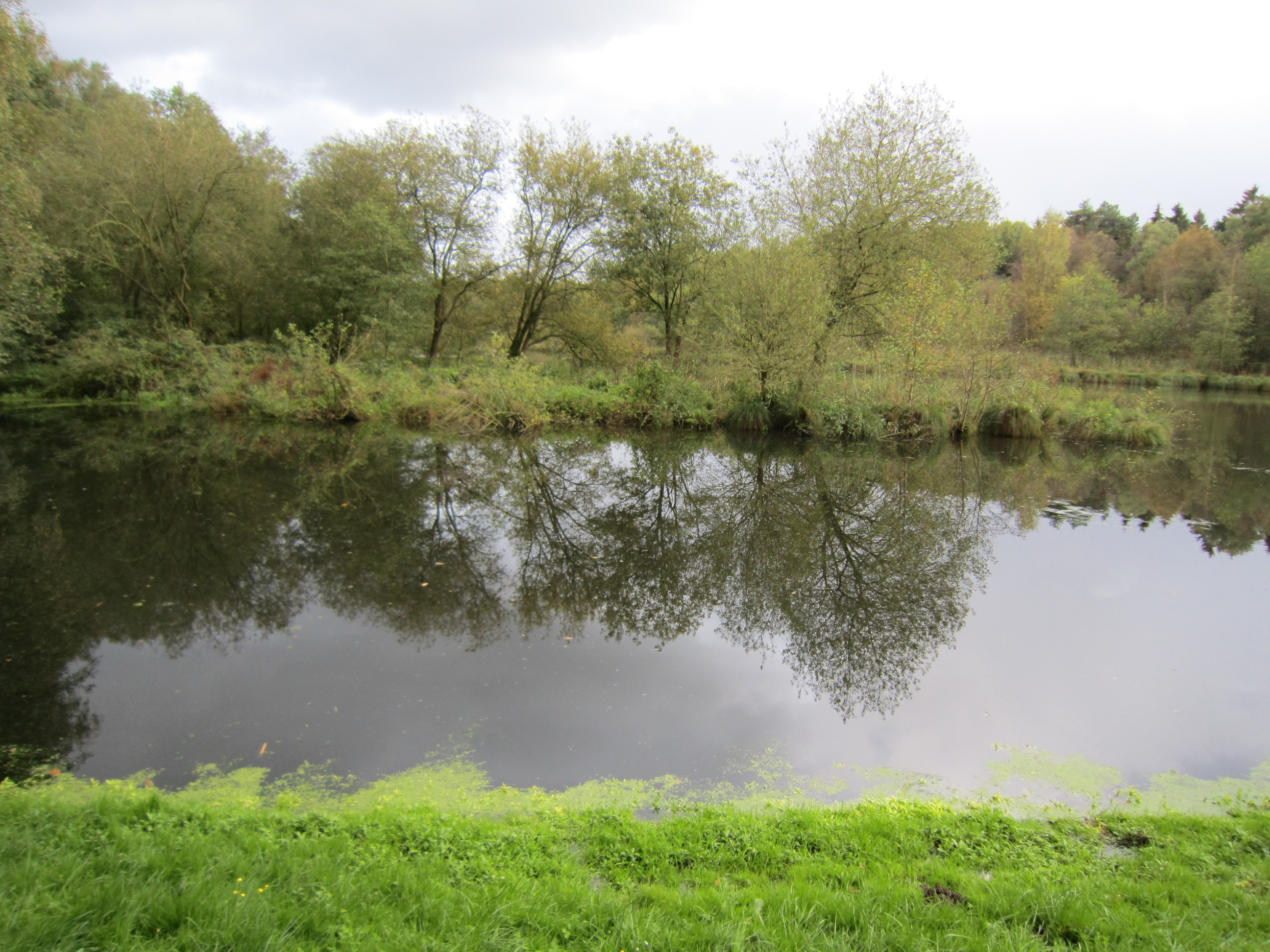
Mühlenteich bei der Bullmühle in Siedenbögen
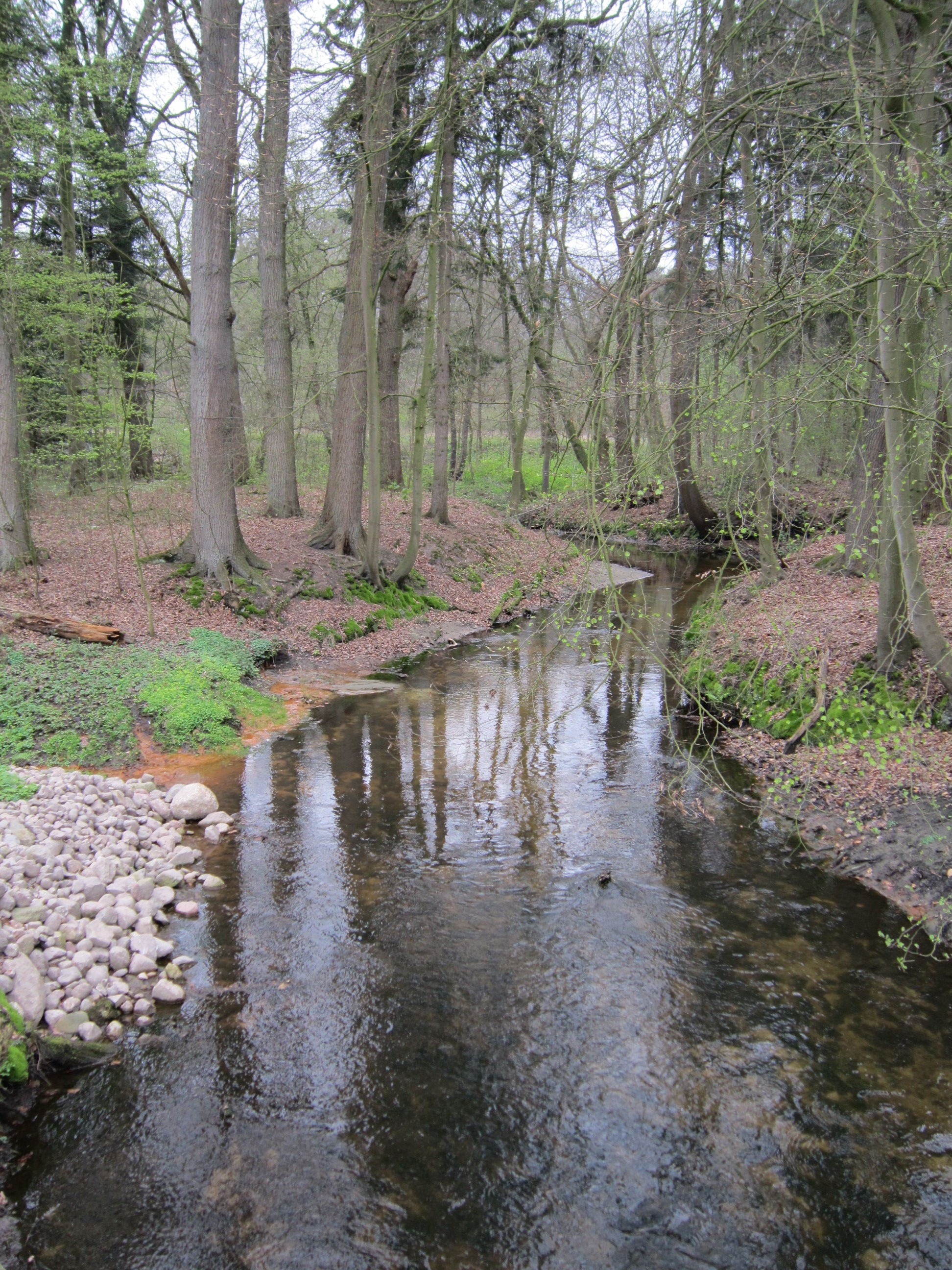
Twillbäke oberhalb der Bullmühle in Siedenbögen
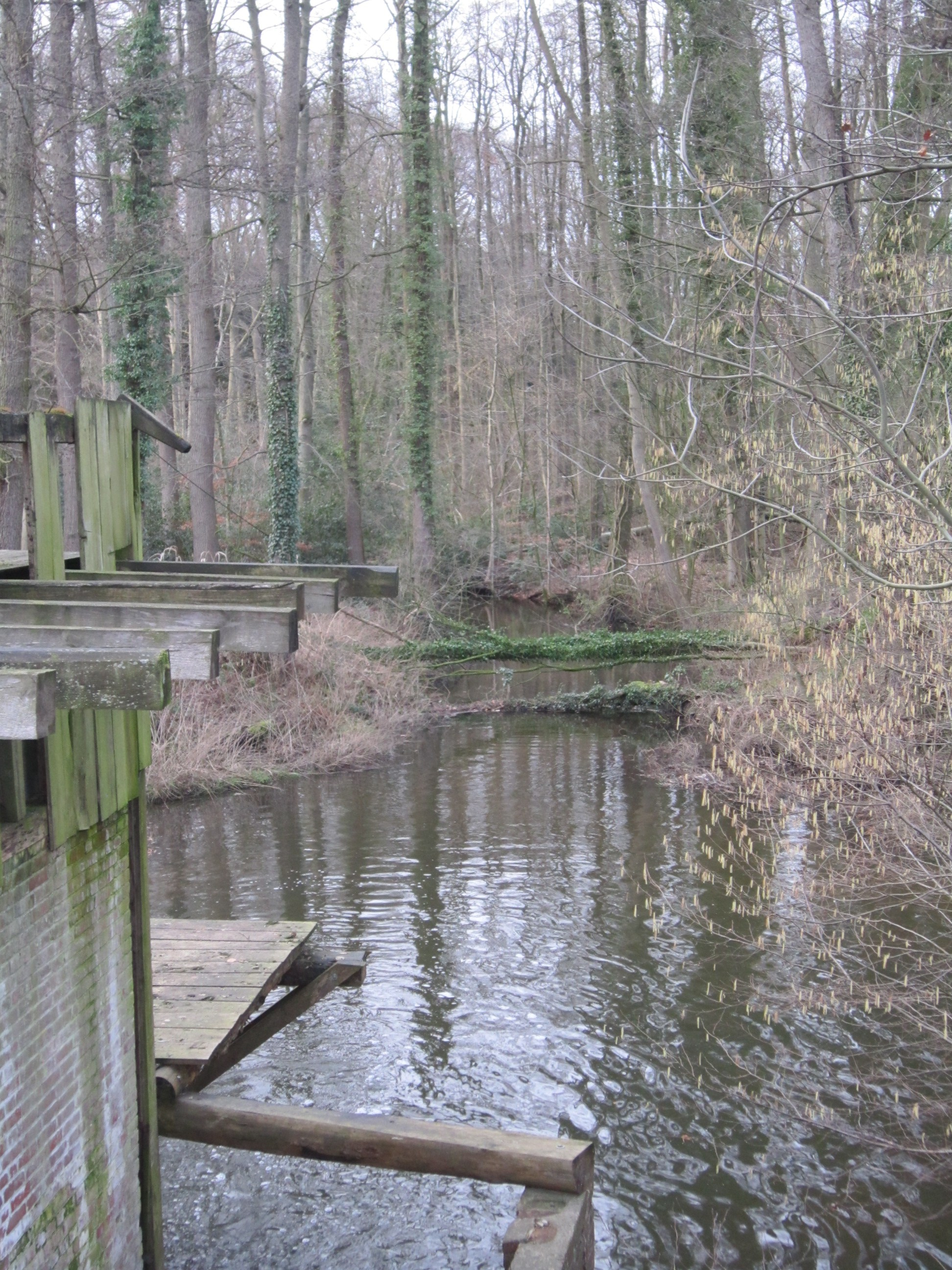
Twillbäke unterhalb der Hubertusmühle in Siedenbögen